# 胰管
胰管（pancreatic duct）又称Wirsung管（duct of Wirsung）、主胰管（major pancreatic duct），是连接胰腺和胆总管的管道。为其提供了来自外分泌胰腺的胰液，有助于消化。称作“主”胰管的原因是有部分人存在主、副二胰管，而副胰管（accessory pancreatic duct）是胚胎中背胰芽（dorsal pancreatic bud）引流管没有萎缩的管路，可能不具功能。
在进食时, 胰液会通过胰管流入消化道中消化蛋白质。若胰管损伤，胰液会外渗到腹腔引发感染、腹腔出血等并发症, 严重的会导致生物体死亡。

## 结构
胰管在法特壶腹之前与胆总管汇合，之后两条胰管在十二指肠大乳头处穿通十二指肠第二部分的内侧。 报告了许多解剖变异，但非常罕见。

### 副胰管
大多数人只有一根胰管。有些人有额外的副胰管，也称为圣托里尼管。副胰管可以是功能性的或非功能性的。可以单独打开到十二指肠的第二部分，即背侧，通常（在70%的人中）通过十二指肠小乳头流入十二指肠。在另外30%的人中，它排入主胰管，主胰管通过十二指肠大乳头排入十二指肠。主胰管和副管最终都直接或间接地连接到十二指肠的第二部分（'D2'，垂直段）。

副胰管的形成

## 临床意义
胰管受压、令胰液受到阻塞或炎症可能导致急性胰腺炎。梗阻的最常见原因是胆总管中存在胆结石，称为胆总管结石。阻塞也可能是由于克罗恩病中的十二指肠炎症。
胆结石可能会卡在法特壶腹狭窄的远端，阻止胆汁和胰液流入十二指肠。胆汁回流到胰管可能引发胰腺炎。CT上胰管头部大于3mm，体部或尾部大于2mm，一般认为胰管异常扩大。75%至85%的人可通过超声检查显示胰管或部分胰管。

## 历史
胰管也称为Wirsung管。以其发现者德国解剖学家Johann Georg Wirsung（1589–1643）的名字命名。

## 附加图像

ERCP图像显示胰管和胆管树。
辅助消化系统。
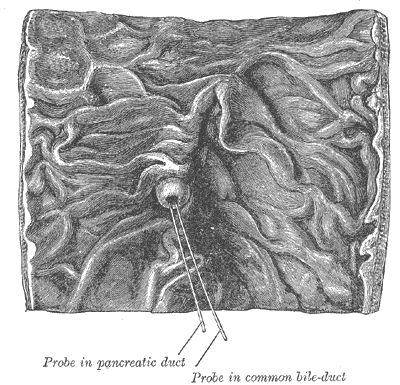
十二指肠降部内部，可见胆乳头。
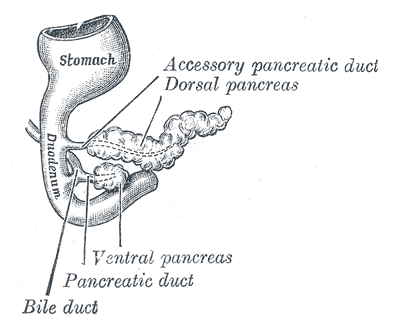
五周的人类胚胎的胰腺。
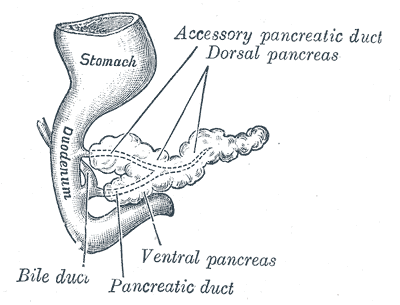
第六周结束时人类胚胎的胰腺。
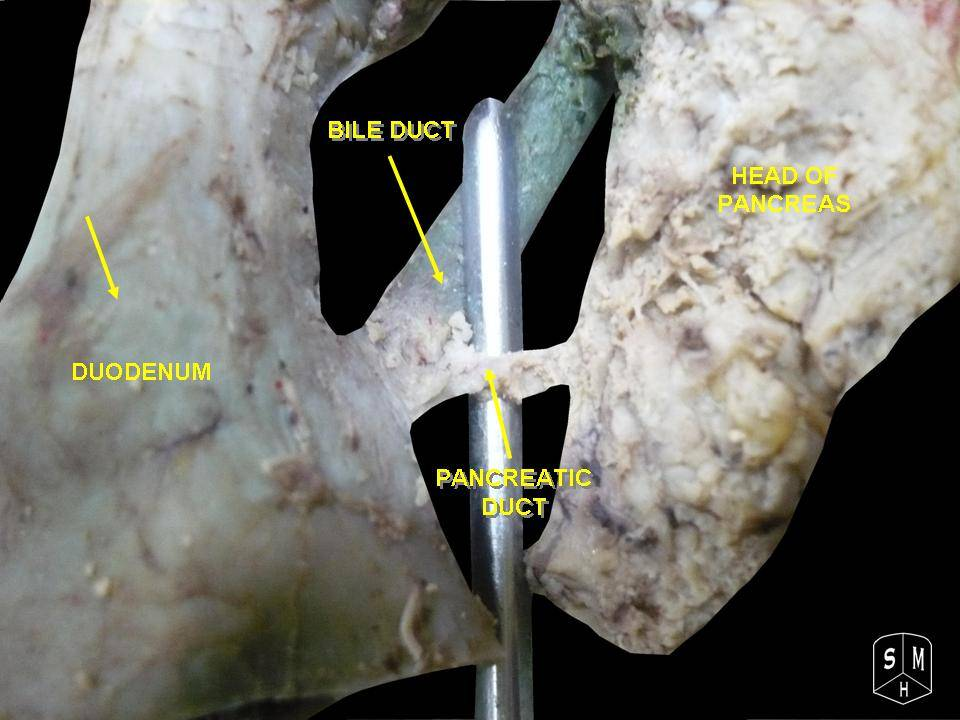
胰管深解剖。前位
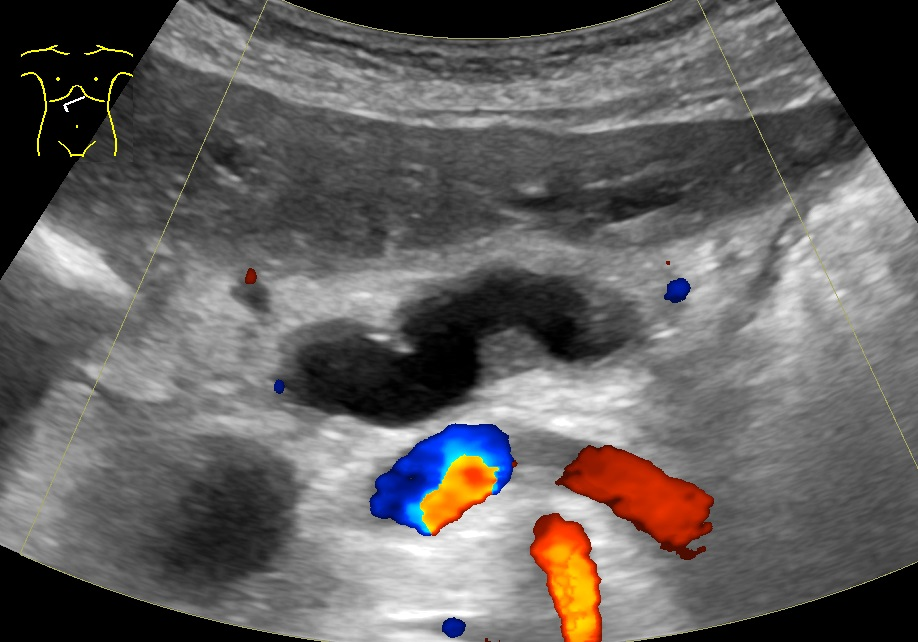
由于胰腺癌而扩张的胰管（9厘米）的超声图。